# مبين (طائرة من دون طيار)
طائرة مبين المسيرة: هي طائرة بدون طيار إيرانية الصنع والتصميم، وهي واحدة من أحدث الطائرات من دون طيار التي تمتلكها جمهورية إيران. ان هذه الطائرة التي ظهرت للعلن للمرة الأولى سنة 2019م بمعرض (MAKS 2019) في روسيا، يمكنها التحليق على إرتفاع 45 ألف قدم لفترة 45 دقيقة دون توقف، وتبلغ سرعة هذه الطائرة المسيرة كحد أقصى 900 كيلومتر في الساعة. ويمكن اعتبار طائرة مبين سلاحاً تكتيكياً يمكن إطلاقه من قاذفات برية ويمكن إطلاقه من على الطائرات الهجومية التابعة لقوات الجيش الجوية. وقد تم عرض هذه الطائرة التي تعمل بواسطة محرك توربيني من قِبَل منظمة صناعات الطيران الإيرانية (IAIO) بربع حجمها الطبيعي في معرض (MAKS 2019) مصحوبة بنموذج بالحجم الطبيعي لمحركها الذي يُطلَق عليه (Toloo-4)، وهو محرك نفاث توربيني (turbojet engine). ومن بين أبرز مميزاتها هي مقطعها الراداري الشبح الذي هو أقل من 0.1 متر مربع، والتوجيه خلال منتصف المسار (مما سيساعدها على تجنب العقبات الكبيرة) والتوجيه في مرحلة الطيران النهائية (لتوجيهها إلى الهدف).

## كشف النقاب
تم الإعلان الرسمي عن طائرة مبين المسيرة من قبل وزارة الدفاع وإسناد القوات المسلحة الإيرانية وذلك خلال معرض ماكس 2019 الجوي الدولي المقام بروسيا. وبدأ معرض ماكس 2019 الدولي للصناعات الجو – فضائية أعماله، بمشاركة جمهورية إيران و16 دولة أخرى، في مركز المعارض الجوية بمدينة جوكوفسكي الروسية. ويتضمن المعرض العالمي مشاركة 817 شركة عالمية متخصصة بعالم الطيران المدني والعسكري والتكنولوجيا من بينها 635 شركة روسية و182 شركة أجنبية تمثل 29 بلداً حول العالم من بينها جمهورية إيران متمثلة بشركاتها المعرفية من وزارة الدفاع وإسناد القوات المسلحة الإيرانية، وقسم الشؤون العلمية والتقنية بمكتب رئاسة الجمهورية الإيرانية. ويقام معرض ماكس للطيران في روسيا منذ عام 1993م مرة واحدة كل سنتين. وأطلقت فعالياته هذا العام في مدينة جوكوفسكي بضواحي موسكو خلال الفترة ما بين 27 آب/ أغسطس إلى 1 أيلول/سبتمبر.، حيث استعرضت تلك الدول أهم وأحدث ابتكاراتها وموديلاتها الجديدة من الطائرات المدنية والمقاتلات العسكرية وأسلحة الدفاع الجوي إضافةً إلى منظومات الصواريخ والرادار المختلفة والمعدات العسكرية. وقد شَهِدَ المعرض الدولي «ماكس 2019» عرضاً لأحدث الطائرات العسكرية والمدنية كما وتضمن المعرض أيضاً عروضاً مختلفة للطيران في سماء موسكو والتي قامت بها مختلف الدول والشركات وبرنامجاً خاصاً يتعلق بالطائرات المسيرة وطائرات من دون طيار.

## نبذة مختصرة عن طائرة مبين
تجدر الإشارة إلى نقطة مهمة حول هذا السلاح الإنتحاري أو الطائرة من دون طيار. وهي الرأس الحربي خفيف الوزن تقريباً الذي يتمتع به هذا السلاح، ما يشير إلى أن المصممين الإيرانيين عملوا على رفع دقة هذا السلاح، وعملوا أيضاً على تقليل وزن رأسه الحربي، وذلك لأنه عند الجمع بين هاتين الصفتين سوف يتم تجنّب الآثار الجانبية. قد أظهرت التجربة في الأحداث الأخيرة في منطقة الشرق الأوسط أن الجماعات المسلحة كانت تبذل الكثير من الجهود للاختباء في مناطق مدنية مكتظة بالسكان، ما جعل الأمر صعباً للغاية على القوات المتصدية لهم وكشف أولئك المسلحين والقضاء عليهم. ولهذا فلقد قامت الخبرات الإيرانية بالمضي قُدماً نحو تصميم سلاح ذي دقة عالية وخفيف لتنفيذ عمليات عسكرية ضد تلك الجماعات المسلحة التي تنتشر في الكثير من المناطق السورية والعراقية. بالطبع، لم يتم تقديم معلومات كاملة حول نوع هذا السلاح، ولكن قد تم ذكر حقيقة أنه يمكن أن يحمل مجموعة متنوعة من الرؤوس الحربية. وعلى هذا الأساس يشير تقرير صادر عن معهد روسي للدراسات الإستراتيجية، بعنوان (الطائرات المسيرة في الشرق الأوسط)، حول الدول الإقليمية المتقدمة في المجالات التقنية مثل إيران، وتركيا، والذي يؤكد أن الجمهورية الإيرانية ورغم سنوات عديدة من الحظر الذي طال المجالات المختلفة بما فيها القوة الجوية في هذا البلد، لكنها تمكنت وبصورة مستقلة من تطوير صناعة الطائرات المسيرة لديها واستخدامها ضد الجماعات المسلحة في العراق وسوريا.

## خصائص الطائرة
تحتل صناعة الطائرات المسيرة مساحة هامة من قطاع تطوير الصناعات العسكرية في المنطقة والعالم في الوقت الراهن، فَتَعَدُد مهامها زاد من أهمية امتلاكها واستخدامها، ولا تتوانى جمهورية إيران عن إنتاج طائرات بدون طيار لأهميتها الإستراتيجية لأمنها القومي بالذات لكن الأمور لم تتوقف عند الحدود الإيرانية، بل تعدتها لتصل مُسيّراتها إلى اليمن وسورية ولحزب الله في لبنان، وهو ما يعني التأثير على دور طهران الإقليمي. وبحسب المعلومات الصادرة عن الجناح الإيراني ضمن معرض ماكس 2019 الروسي، يبلغ طول هذه الطائرة 3 أمتار وتزن 670 كغ، وهي قادرة على حمل مايبلغ 120 كغ من السلاح والأجهزة الضرورية في تنفيذ المهام الموكلة إليها. كما تسطيع الطائرة المسيرة مبين التحليق على ارتفاع 45 ألف قدم لفترة 45 دقيقة دون توقف، وتبلغ سرعة هذه الطائرة كحد أقصى 900 كم في الساعة. إن هذا السلاح المسير مزوّد بمقطع راداري منخفض جداً ولديه القدرة على التخفي من أنظمة الرادار، وفي الجزء الأول من الهيكل يمكن تثبيت أنواع من الرؤوس الحربية يصل وزنها إلى 120 كلغم.

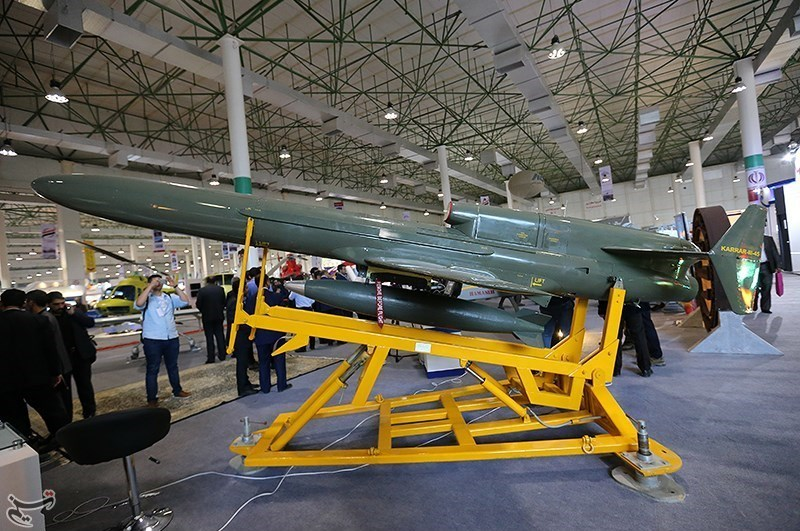
طائرة كرار القاذفة، تُعَد الجيل الأول من الطائرات النفاثة الإيرانية بدون طيار